# Agacinosia bitestaceonotatus
Agacinosia bitestaceonotatus is een keversoort uit de familie schijnsnoerhalskevers (Aderidae). De wetenschappelijke naam van de soort werd in 1938 gepubliceerd door Maurice Pic.